# Pomnik ku czci rozstrzelanych mieszkańców Opoczna przynależnych do tradycji mojżeszowej
Pomnik ku czci rozstrzelanych mieszkańców Opoczna przynależnych do tradycji mojżeszowej – pomnik upamiętniający opoczyńskich Żydów zamordowanych przez hitlerowców w czasie II wojny światowej na terenie miasta. 
Pomnik znajduje się w Opocznie przy skrzyżowaniu ulicy Stanisława Kowalskiego i Alei Sportowej. Pierwsza bryła pomnika powstała w 1962 roku. Na tablicy widniał napis „W tym miejscu w latach 1939-1943 rozstrzeliwano Żydów”. Pomnik został odnowiony 21 czerwca 2003 r. Ma on postać ustawionej pionowo kamiennej płyty z granitu o wysokości ok. 2,5 m, na której umieszczono tablicę pamiątkową z informacją: „Mieszkańcom Ziemi Opoczyńskiej przynależnym do tradycji Mojżeszowej pomordowanym przez hitlerowców w latach 1939–1945. Tę pamiątkę kładą żyjący na Ziemi Opoczyńskiej 21. 08. 2003 r.”.
Według informacji znajdującej się na pomniku budowla została ufundowana przez zakład kamieniarski i Dom Pogrzebowy A.M. Marleccy oraz przez Urząd Miasta i Gminy Opoczno.